# 歌連臣
歌連臣（英語：Thomas Bernard Collinson；1821年11月18日—1902年5月1日），英國皇家工兵部队測量師。初期在英國作测绘工作，后前往香港，新西兰等地测绘。

## 早年生活
歌連臣出生在达勒姆郡的盖茨黑德，是家里的第九个孩子。在伍利奇皇家军事学院接受教育后，他于1838年6月16日开始前往第683皇家工兵团服役，获得少尉军衔。在威尔士和爱尔兰度过了他的前五年的军事测绘工作。1841年3月9日晋升中尉军衔。

## 香港测绘生涯
1843年10月前往香港测绘，绘制了第一張精確的香港島地圖。此張圖是用等高綫的地圖，是英國第一張出版的等高綫地圖。1843年至1845年间，柯林森在港岛周围建立了27个测绘站，但现在只剩下一个遗址。他也首次录下不少地名，包括今日香港的重要地点——石澳、柴湾、筲箕湾、鲗鱼涌、大潭、田湾、湾仔及薄扶林。

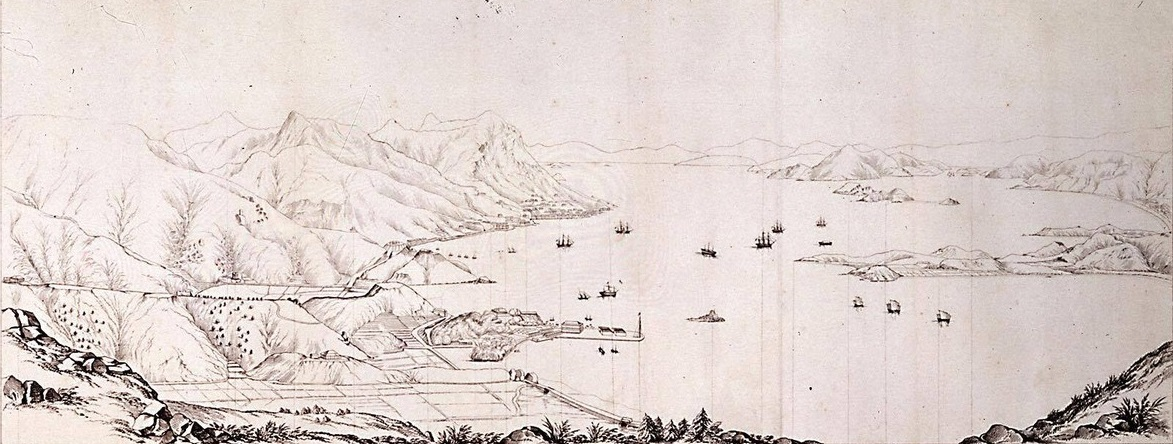
歌連臣上尉繪製的維多利亞港地形圖（1845年）

## 新西兰测绘生涯
1846年6月11日，科林森登上艾米丽·简号前往新南威尔士州悉尼，在那里短暂停留后，他乘着恐怖号货船驶往新西兰奥克兰，于1846年9月19日抵达。11月，他前往惠灵顿，然后在那里和旺格努伊花了三年多的时间从事在军事建筑和防御工事的设计工作。柯林森也是一位敏锐的插画家，新西兰国家图书馆的亚历山大·特恩布尔图书馆保存了许多手稿，其中一些以毛利人为特色。1850年3月，柯林森经由塔斯马尼亚岛返回英国。

## 返回英国
1850年返回英国后，他很快就受雇于世博会，在威廉·里德爵士的总督导下担任“英国馆建筑总监”。他搜集的关于新西兰的资料被官方出版的书籍，图册中引用发表。他带回的新西兰特产，包括地质标本、新普利茅斯的铁砂、新西兰亚麻制成的小袋子、毛利人制造的新西兰亚麻垫等等成为了世博会上的展品。在此之后，他被派往沃尔瑟姆，直到 1856 年被任命为奥尔德肖特皇家工程兵师的指挥官。同年与达勒姆教区牧师贝克的女儿凯瑟琳·贝克结婚。1869年-1873年担任多佛皇家工程兵师指挥官。1873年以工程兵少将的军衔退役。1902年5月1日于伊靈區逝世，享年80岁。他留下了2,053,410英镑的遗产。

## 荣誉
- 新西兰战争勋章

## 以其命名的事物

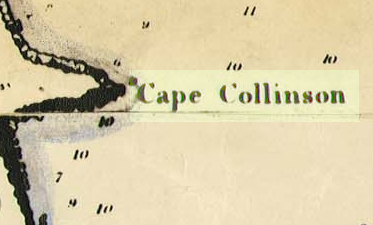
香港有以其命名的哥連臣角（Cape Collinson）

- 香港有以其命名的哥連臣角（Cape Collinson）哥連臣角：位於香港島最東的海角[3]
  - 歌連臣角道：通往哥連臣角的道路
- 歌連臣山：位於香港島柴灣以南的山丘
- 歌連臣街：位於香港島堅尼地城的道路

## 註
1. ↑  , （原始内容存档于2008-10-12）
2. ↑  James Hayes,  (PDF), Journal of the Hong Kong Branch of the Royal Asiatic Society Vol. 24 (1984), 1984
3. ↑  Yanne, Andrew; Heller, Gillis. . Hong Kong University Press. 2009. ISBN 978-9622099449.